# Aextoxicaceae
Aextoxicaceae is een botanische naam, voor een familie van tweezaadlobbige planten. Een familie onder deze naam wordt vrij algemeen erkend door systemen voor plantentaxonomie. Over de plaatsing van de familie is minder overeenstemming:
- het Cronquist systeem (1981) plaatst haar in de orde Celastrales.
- het APG-systeem (1998) en het APG II-systeem (2003) plaatsen haar niet in een orde.
- de Angiosperm Phylogeny Website [7 dec 2007] plaatst haar in de orde Berberidopsidales, evenals de NCBI site en ToLweb.

Het gaat om een heel kleine familie, van één soort, bomen in zuidelijk Zuid-Amerika.

## Geslachten[1]
- Aextoxicon Ruiz & Pav.